# Diari de Buja
El Diari de Buja fou un periòdic de tendència absolutista editat en català a Palma (Mallorca) pel monjo trinitari Miquel Ferrer i Bauçà. Va aparèixer de forma irregular del 23 d'agost al 20 de setembre de 1812 i del 7 al 30 d'abril de 1813, data en què fou definitivament suspès per l'autoritat governativa. Durant aquest període el seu espai fou cobert per dos diaris editats pel mateix Ferrer, la Lluna Patriòtica Mallorquina (28 de març-1 d'abril de 1813) i Nou Diari de Buja (6 de juny-22 de juliol de 1813). En total foren 34 números i 153 pàgines, tots ells impresos per Sebastià Garcia, llevat tres exemplars que foren impresos per Antoni Brusi i Mirabent i Felip Guasp.
El diari era escrit en mallorquí col·loquial i defensava l'absolutisme monàrquic en contra del liberalisme, defensat pels diaris Aurora Patriótica Mallorquina i La Antorcha. S'hi publicaven comentaris d'actualitat i de costums, libels polítics, faules, rondalles i apologies de caràcter burlesc i costumista, fent l'apologia del mallorquí contra el castellà, aprofitant que en aquest idioma es publicaven els dos diaris de tendència liberal. Fou molt popular entre les classes baixes potser pel fet que se'n feia difusió oral.